# Canton de Nantes-3
Le canton de Nantes-3 est une circonscription électorale française située dans le département de la Loire-Atlantique (région Pays de la Loire).

## Histoire
Le canton a été créé le 15 février 1790. Il a été modifié en 1801,.
Il a été modifié par décret du 23 juillet 1973 redécoupant les sept cantons de Nantes en dix cantons.
Par décret du 25 février 2014, le nombre de cantons du département est divisé par deux, avec mise en application aux élections départementales de mars 2015. Le canton de Nantes-3 est conservé et voit ses limites territoriales remaniées, englobant, en absorbant le quartier Nantes Sud, issu du canton de Nantes-10 qui est supprimé.

## Représentation

### Conseillers d'arrondissement (de 1833 à 1940)
| Période                                  | Période | Identité                    | Étiquette           | Qualité |
| ---------------------------------------- | ------- | --------------------------- | ------------------- | --- |
| 1833                                     | 1842    | Marc Le Sant                |                     | Pharmacien, adjoint au maire de Nantes                                                                      |
|                                          |         |                             |                     | |
| 1883                                     |         | Albert Dorain               | Républicain radical | Médecin-inspecteur des écoles maternelles à Nantes                                                          |
|                                          |         |                             |                     | |
| 1907                                     | 1919    | Félix Le Maitre (1841-1927) |                     | Propriétaire rue Racine à Nantes, ancien commandant, chef de bataillon au 48ème de ligne                    |
| 1919                                     | 1931    | René Lalouette              | Républicain-RG      | Commerçant en alimentation à Nantes                                                                         |
| 1931                                     | 1940    | Joseph Haury                | Union nationale     | Fabricant de literie à Nantes                                                                               |
| 1940                                     |         |                             |                     | Les conseils d'arrondissement ont été suspendus par la loi du 12 octobre 1940 et n'ont jamais été réactivés |
| Les données manquantes sont à compléter. |         |                             |                     | |

### Conseillers généraux de 1833 à 2015
| Période                                  | Période      | Identité                         | Étiquette               | Qualité |
| ---------------------------------------- | ------------ | -------------------------------- | ----------------------- | --- |
| 1833                                     | 1848         | Adolphe Billault                 | Opposition dynastique   | Avocat à Nantes et à Paris Député (1837-1849, 1852-1854) Président du Corps législatif (1852-1854) Sénateur (1854-1863) Conseiller municipal de Nantes |
| 1848                                     | 1856 (décès) | Évariste Colombel                | Gauche                  | Avocat maire de Nantes Député (1846-1848) |
| 1856                                     | 1867         | Jean-Charles Renoul              |                         | Négociant adjoint au maire de Nantes |
| 1867                                     | 1873 (décès) | Ange Guépin (1805-1873)          | Républicain             | Médecin oculiste à Nantes Ancien Commissaire de la République (1848)                                                                                   |
| 1873                                     | 1881         | Jules Lucas de Peslouan (?-1888) | Républicain             | Ancien notaire à Ploërmel Avocat à Nantes |
| 1881                                     | 1886         | Louis Gruget (1846-1900)         | Républicain             | Docteur en médecine |
| 1886                                     | 1892         | Jean-Baptiste Edmond Labbé       | Républicain             | Adjoint au maire de Nantes |
| 1892                                     | 1904         | Alphonse Gautté                  | Républicain             | Avocat, secrétaire de Waldeck Rousseau Conseiller municipal de Nantes puis Maire de Saint-Gilles-sur-Vie (Vendée) (1902-1912)                          |
| 1904                                     | 1910         | Ludovic Guitton                  | Conservateur catholique | Notaire, propriétaire Président du conseil d'administration de l'Express de l'Ouest Conseiller municipal de Nantes                                     |
| 1910                                     | 1928         | Paul Bellamy                     | PRS                     | Greffier en chef au Tribunal civil Maire de Nantes (1910-1928) Député (1924-1928)                                                                      |
| 1928                                     | 1940 (décès) | Georges Ganuchaud                | URD                     | Négociant en tissus, propriétaire de la Claverie à Sucé-sur-Erdre                                                                                      |
|                                          |              |                                  |                         | |
| 1943                                     | 1945         | Jean Laval                       |                         | Membre de la délégation spéciale de Nantes Nommé conseiller départemental en 1943                                                                      |
|                                          |              |                                  |                         | |
| 1945                                     | 1971 (décès) | Joseph Haury (1897-1971)         | DVD                     | Fabricant de literie à Nantes, ancien conseiller d'arrondissement                                                                                      |
| 27 juin 1971                             | 1979         | Lionel Pellerin                  | CNI                     | Adjoint au maire de Nantes |
| 1979                                     | 1998         | Benoît Macquet                   | RPR                     | Représentant Député (1958-1978) Ancien conseiller général du canton de Bouaye                                                                          |
| 1998                                     | 2015         | Alain Robert                     | PS                      | Directeur de service juridique Adjoint au maire de Nantes Vice-président du Conseil général Suppléant de la députée Marie-Françoise Clergeau           |
| Les données manquantes sont à compléter. |              |                                  |                         | |

### Conseillers départementaux depuis 2015
| Période élective | Période élective | Mandat | Mandat   | Identité     | Nuance | Nuance | Qualité                                     |
| ---------------- | ---------------- | ------ | -------- | ------------ | ------ | ------ | ------------------------------------------- |
| 2015             | 2021             | 2015   | 2021     | Alain Robert |        | PS     | 2e adjoint au maire de Nantes jusqu'en 2020 |
| 2015             | 2021             | 2015   | 2021     | Fanny Sallé  |        | DVG    | Directrice de l'institut La Persagotière    |
| 2021             | 2028             | 2021   | en cours | Ugo Bessière |        | EELV   | Cadre territorial                           |
| 2021             | 2028             | 2021   | en cours | Fanny Sallé  |        | DVG    | Conseillère sortante                        |

### Résultats détaillés

#### Élections de mars 2015
À l'issue du 1er tour des élections départementales de 2015, deux binômes sont en ballottage : Alain Robert et Fanny Sallé (PS, 37,78 %) et Louisa Amrouche et Patrice Bolo (Union de la Droite, 23,68 %). Le taux de participation est de 47,66 % (12 799 votants sur 26 855 inscrits) contre 50,7 % au niveau départemental et 50,17 % au niveau national.
Au second tour, Alain Robert et Fanny Sallé sont élus avec 59,89 % des suffrages exprimés et un taux de participation de 44,46 % (6 710 voix pour 11 939 votants et 26 855 inscrits).

#### Élections de juin 2021
Le premier tour des élections départementales de 2021 est marqué par un très faible taux de participation (33,26 % au niveau national). Dans le canton de Nantes-3, ce taux de participation est de 31,2 % (9 429 votants sur 30 224 inscrits) contre 31,09 % au niveau départemental. À l'issue de ce premier tour, deux binômes sont en ballottage : Ugo Bessière et Fanny Sallé (DVG, 38,62 %) et Leïla Chergui et Maxime Henri-Rousseau (DVD, 19,7 %).
Le second tour des élections est marqué une nouvelle fois par une abstention massive équivalente au premier tour. Les taux de participation sont de 34,36 % au niveau national, 32,4 % dans le département et 33,39 % dans le canton de Nantes-3. Ugo Bessière et Fanny Sallé (DVG) sont élus avec 64,71 % des suffrages exprimés (6 294 voix pour 10 095 votants et 30 230 inscrits),,. 

## Composition

### Composition de 1973 à 2015

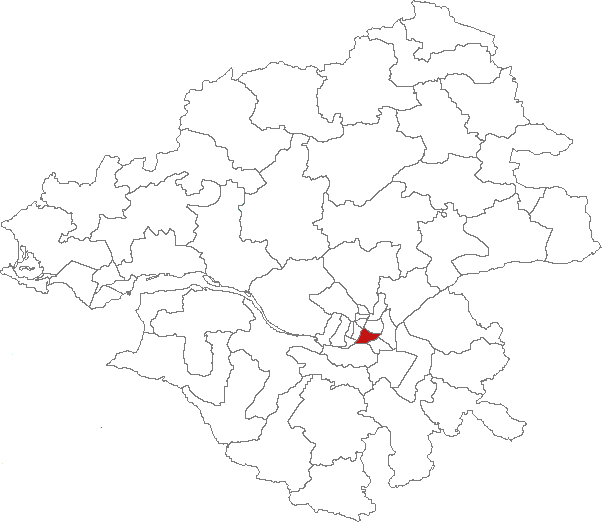
Situation du canton de Nantes-3 dans le département de la Loire-Atlantique de 1973 à 2015.

À la suite du redécoupage de 1973, le canton de Nantes-III comprend la portion du territoire de la ville de Nantes déterminée par l'axe des voies ci-après : cours des Cinquante-Otages, à partir du pont Morand, rue Beaurepaire (numéros impairs), rue des Deux-Ponts (numéros impairs), rue Pierre-Chéreau (numéros impairs), rue de Budapest (numéros pairs), place des Volontaires-de-la-Défense-Passive, rue Boileau (numéros pairs), rue Crébillon (numéros impairs et numéros pairs de 2 à 18), place Graslin (numéros 1, 3 et 4), rue Voltaire (numé-ros impairs), place Eugène-Livet (numéros 1 et 2), rue de la Verrerie (numéros pairs), la Loire, bras de la Madeleine (jusqu'au quai Wilson), la Loire, bras de Pirmil (jusqu'à la pointé Est de l'île Beaulieu), bras de la Madeleine, canal Saint-Félix, cours John-Kennedy, rue de Strasbourg (numéros impairs) et place du Port-Communeau (numéros 4, 5 et 6).
Au cours de cette période,  le canton englobait l'actuel le sud du centre-ville de Nantes et l'île de Nantes.

### Composition depuis 2015
| Nom                            | Code Insee | Intercommunalité | Superficie (km2) | Population (dernière pop. légale)                 | Densité (hab./km2) | Modifier                                    |
| ------------------------------ | ---------- | ---------------- | ---------------- | ------------------------------------------------- | ------------------ | ------------------------------------------- |
| Nantes (bureau centralisateur) | 44109      | Nantes Métropole | 65,19            | Fraction : 56 536 (2022) Commune : 325 070 (2022) | 4 987              | modifier les données · modifier les données |
| Canton de Nantes-3             | 4413       |                  |                  | 56 536 (2022)                                     |                    | modifier les données                        |

Le canton de Nantes-3, qui couvre 9 km2, est composé de la partie de la commune de Nantes située au sud d'une ligne définie par l'axe des voies et limites suivantes : cours de la Loire (bras de la Madeleine), pont Anne-de-Bretagne, quai de la Fosse, rue Charles-Brunellière, place René-Bouhier, rue Lamoricière, rue de Gigant, rue Marie-Anne-du-Boccage, rue Harouys, rue Faustin-Hélie, rue Mercœur, place Aristide-Briand, rue La Fayette, rue du Calvaire, rue de Feltre, cours des 50-Otages, cours Franklin-Roosevelt, place Neptune, cours Commandant-d'Estienne-d'Orves, ligne de tramway, pont de la Rotonde, quai Malakoff, canal Saint-Félix, cours de la Loire (bras de la Madeleine).

#### Bureaux de vote
Le scrutin des 22 et 29 mars 2015 s'est déroulé dans 30  bureaux de vote répartis dans 7 écoles primaires publiques de la ville :
- école élémentaire Chêne-d'Aron ;
- école élémentaire André-Lermite ;
- école élémentaire Emile-Péhant ;
- école maternelle Gustave-Roch ;
- école maternelle Louise-Michel ;
- école maternelle Jacques-Tati ;
- école élémentaire Ledru-Rollin.

## Démographie

### Démographie avant 2015
| 1962 | 1968 | 1975 | 1982 | 1990   | 1999   | 2006   | 2011   | 2012   |
| ---- | ---- | ---- | ---- | ------ | ------ | ------ | ------ | ------ |
| -    | -    | -    | -    | 23 181 | 28 062 | 30 331 | 32 467 | 33 484 |

### Démographie depuis 2015
En 2022, le canton comptait 56 536 habitants, en évolution de +11,7 % par rapport à 2016 (Loire-Atlantique : +6,68 %, France hors Mayotte : +2,11 %).
| 2013   | 2018   | 2022   |
| ------ | ------ | ------ |
| 47 767 | 51 730 | 56 536 |